# 博基涅尼
博基涅尼，是西班牙阿拉贡自治区萨拉戈萨省的一个市镇。 总面积19平方公里，总人口990人（2001年），人口密度52人/平方公里。